# Điểm cao Pulkovo

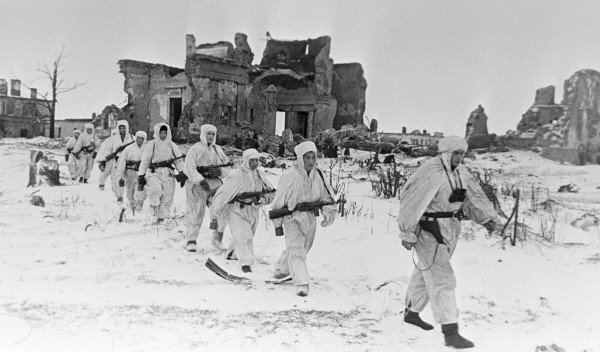
Lực lượng trinh sát Liên Xô ở điểm cao Pulkovo vào ngày 1 tháng 3 năm 1942.

Điểm cao Pulkovo là một chuỗi các ngọn đồi tọa lạc ở phía Nam Sankt-Peterburg và vùng đất thấp Neva, kéo dài sang phía Tây đến cao nguyên Izhora.
Điểm cao này có độ cao 74 mét, được bao bọc bởi rìa dưới của gờ đá Baltic-Ladoga (còn gọi là Klint Baltic), nếp đá phiến sét kỉ Cambri, che phủ bởi sông băng Navolok. Đài quan sát Pulkovo tọa lạc ở vị trí cao nhất trong cao điểm Pulkovo. Trong Thời đại đồ đá mới, khu vực này bị ngập trong biển Littorina.